# Fred Patten
Pour les articles homonymes, voir Patten.
Frederick Walter Patten, né le 11 décembre 1940 à Los Angeles et mort le 12 novembre 2018, est un historien américain de la science-fiction et des cultures populaires originaires du Japon, notamment le fandom furry.

## Biographie
Libraire et bibliothécaire dans les années 1970-1980, Fred Patten a participé à l'introduction du manga et de l'anime aux États-Unis, notamment chez Streamline Pictures de 1991 à 2002.
En 2005, il a donné sa collection d'environ 220 000 objets à la collection Eaton (en) de l'université de Californie à Riverside.

## Publications

### Auteur
- Watching Anime, Reading Manga: 25 Years of Essays and Reviews (2004)
- Funny Animals and More: From Anime to Zoomorphics
- Furry Fandom Conventions, 1989-2015 (McFarland, 2017)

## Récompenses
- 1965 : prix Evans-Freehafer
- 1971 : pix Sampo
- 1980 : prix Inkpot
- 2003 : prix Ursa major
- 2006 : prix spécial de la World Science Fiction Convention
- 2009 : prix Forry
- 2012 : inscrit au Furry Hall of Fame